# Kegelchen
Die Kegelchen (Euconulidae) sind eine Schnecken-Familie aus der Unterordnung der Landlungenschnecken (Stylommatophora).

## Merkmale
Die rechtsgewundenen Gehäuse sind meist hoch oder abgeflacht kegelförmig und klein bis mittelgroß. Üblicherweise sind sie kleiner als 4 mm. Sie besitzen 3 bis etwa 7 Windungen. Die letzte Windung kann häufig auch einen Kiel entwickeln. Der Mundsaum ist meist gerade und einfach. Der Nabel ist eng bis geschlossen.
Die Schale ist dünn und zerbrechlich. Die Oberfläche meist glatt-glänzend. Die Unterseite weist häufig eine deutliche Spiralstreifung auf.
Im männlichen Trakt des Geschlechtsapparates dringt der Samenleiter in den apikalen Teil des Epiphallus ein, der vom Penis durch eine einfache Einschnürung abgesetzt ist. Bei manchen Arten setzt am Penis ein kleiner Blindsack an. Der Penisretraktormuskel setzt am Epiphallus (kurz vor dem Übergang zum Penis) oder am apikalen Teil des Penis an. Die Spermathek ist häufig sehr klein oder kann sogar ganz fehlen. Bei einigen Arten sind auch Stimulatoren oder Liebespfeile vorhanden.

## Geographische Verbreitung, Lebensraum und Lebensweise
Die Verbreitung der Familie ist weltweit. In Deutschland sind drei Arten beheimatet.
Die Tiere kommen in feuchten Wäldern, Sümpfen und den Randbereichen von Gewässern vor. Sie leben von vermodernden Pflanzenteilen.

## Taxonomie
Das Taxon wurde 1928 von Horace Burrington Baker aufgestellt. Die Familie der Kegelchen (Euconulidae) sind eine Familie der Überfamilie Trochomorphoidea. Zu dieser Überfamilie werden neben der Nominatfamilie (Trochomorphidae) die Familien Chronidae, Dyakiidae und Staffordiidae gerechnet. Schileyko (2002) und ihm folgend die MolluscaBase unterteilt die Familie Kegelchen in zwei Unterfamilien,  Microcystinae Thiele, 1931 und Euconulinae Baker, 1928.
- Familie Kegelchen (Euconulidae Baker, 1928)
  - Unterfamilie Euconulinae Baker, 1928
    - Gattung Afroconulus Van Mol & Van Bruggen, 1971
    - Gattung Afroguppya de Winter & van Bruggen, 1992
    - Gattung Afropunctum F. Haas, 1934
    - Gattung Cancelloconus Rensch, 1932
    - Gattung Coneuplecta Möllendorff, 1893
    - Gattung Diepenheimia Preston, 1913
    - Gattung Discoconulus Reinhardt, 1883
    - Gattung Dryachloa Thompson & Lee, 1980
    - Gattung Euconulus Reinhardt, 1883
      - Dunkles Kegelchen (Euconulus praticola (Reinhardt, 1883))
      - Helles Kegelchen (Euconulus fulvus (O. F. Müller, 1774))
      - Wald-Kegelchen (Euconulus trochiformis (Montagu, 1803))

    - Gattung Eurychlamys Godwin-Austen, 1899
    - Gattung Guppya Mörch, 1867
    - Gattung Habroconus Fischer & Crosse, 1872
    - Gattung Kororia H. B. Baker, 1941
    - Gattung Louisia Godwin-Austen, 1908
    - Gattung Luchuconulus Pilsbry, 1928
    - Gattung Macroceras Semper, 1870
    - Gattung Palaua H. B. Baker, 1941
    - Gattung Papuarion Van Mol, 1973
    - Gattung Parasitala Thiele, 1931
    - Gattung Sabalimax Tillier & Bouchet, 1989
    - Gattung Serostena Iredale, 1941
    - Gattung Turrisitala Iredale, 1933
    - Gattung Velifera W. G. Binney, 1879

  - Unterfamilie Microcystinae Thiele, 1931
    - Tribus Liardetiini H.B. Baker, 1938
    - Gattung Allenoconcha Preston, 1913
    - Gattung Buffetia Iredale, 1945
    - Gattung Cookeana H.B. Baker, 1938
    - Gattung Deliciola Iredale, 1944
    - Gattung Greenwoodoconcha Preston, 1913
    - Gattung Innesoconcha Iredale, 1944
    - Gattung Kusaiea H.B. Baker, 1938
    - Gattung Liardetia Gude, 1913
    - Gattung Mathewsoconcha Preston, 1913
    - Gattung Melloconcha Iredale, 1944
    - Gattung Nancibella Iredale, 1945
    - Gattung Pukaloa H.B. Baker, 1938
    - Gattung Quintalia Preston, 1913
    - Gattung Roybellia Preston, 1913
    - Gattung Wilhelminaia Preston, 1913
    - Tribus Microcystini Thiele, 1931
    - Gattung Diastole Gude, 1913
    - Gattung Fanulena Iredale, 1945
    - Gattung Lamprocystis Pfeffer, 1883
    - Gattung Microcystis H. Beck, 1837
    - Gattung Platycloster van Hasselt, 1823
    - Gattung Tengchiena H. B. Baker, 1942
    - Tribus Philonesiini H. B. Baker, 1938
    - Gattung Aukena H.B. Baker, 1940
    - Gattung Hiona H.B. Baker, 1940
    - Gattung Iredaleoconcha Preston, 1913
    - Gattung Kaala C.M. Cooke, 1940
    - Gattung Mendana H.B. Baker, 1938
    - Gattung Philonesia Sykes, 1900
    - Gattung Piena C.M. Cooke, 1940